# Photon
Le photon est le quantum d'énergie associé aux ondes électromagnétiques (allant des ondes radio aux rayons gamma en passant par la lumière visible), qui présente certaines caractéristiques de particule élémentaire. En théorie quantique des champs, le photon est une excitation du champ électrodynamique quantique et de ce fait la particule médiatrice de l’interaction électromagnétique. Autrement dit, lorsque deux particules chargées électriquement interagissent, cette interaction se traduit d’un point de vue quantique comme un échange de photons.
L'idée d'une quantification de l'énergie transportée par la lumière a été développée par Albert Einstein en 1905, à partir de l'étude du rayonnement du corps noir par Max Planck, pour expliquer l'effet photoélectrique qui ne pouvait pas être compris dans le cadre d’un modèle ondulatoire classique de la lumière, mais aussi par souci de cohérence théorique entre la physique statistique et la physique ondulatoire. La découverte de l'effet Compton en 1923, donnant également des propriétés corpusculaires à la lumière, et l’avènement de la mécanique quantique et de la dualité onde-corpuscule amènent à considérer ce quantum comme une particule, nommée photon en 1926.
Le photon correspond à un « paquet » d’énergie élémentaire, ou quanta de rayonnement électromagnétique, qui est échangé lors de l’absorption ou de l’émission de lumière par la matière. De plus, l’énergie et la quantité de mouvement (pression de rayonnement) d’une onde électromagnétique monochromatique sont égales à un nombre entier de fois celles d’un photon.
Le concept de photon a donné lieu à des avancées importantes en physique expérimentale et théorique, telles que les lasers, les condensats de Bose-Einstein, l’optique quantique, la théorie quantique des champs et l’interprétation probabiliste de la mécanique quantique. Le photon est une particule de spin égal à 1, c’est donc un boson, et sa masse serait nulle ou en tout cas inférieure à environ 5×10-19 eV/{\displaystyle c^{2}}.
L’énergie d’un photon de lumière visible est de l’ordre de 2 eV, ce qui est extrêmement faible : un photon seul est invisible pour l’œil d'un animal et les sources de rayonnement habituelles (antennes, lampes, laser, etc.) produisent de très grandes quantités de photons, ce qui explique que la nature « granulaire » de l’énergie lumineuse soit négligeable dans de nombreuses situations étudiées par la physique. Il est cependant possible de produire des photons un par un grâce aux processus suivants :
- Émission spontanée ou stimulée ;
- transition nucléaire ;
- annihilation de paires particule-antiparticule.

## Historique

### Origine du terme «photon»
Le substantif masculin, « photon » (prononcé [fɔtɔ̃] en français standard) est dérivé de « photo- », avec le suffixe « -on ». La base « photo- » est tirée du grec ancien φῶς, φωτός (phôs, phōtós) qui signifie « lumière »,. Le suffixe « -on » est, quant à lui, tiré de la finale de « électron ». « Photon » désigne les particules porteuses de la lumière et de l'énergie associée. Comme on le retrouve dans l'article d'Albert Einstein de 1905, l'échange d'énergie quantifié entre la lumière et la matière a originellement été désigné par « quantum d'énergie » (Energiequantum) ou « quantum lumineux » (Lichtquant). On trouve une première trace du terme "photon" en 1916 dans une proposition du psychologue et psychophysiologiste américain Leonard T. Troland (1889-1932) pour désigner l'unité ultérieurement nommée le troland ou le luxon. Le terme fut ensuite repris dans le cadre d'études sur la physiologie de la perception visuelle : John Joly (1857-1933) a ainsi utilisé le nom de photon en 1921, pour désigner l'énergie correspondant à un stimulus élémentaire allant de la rétine au cerveau. Dans ses publications le bio-chimiste René Wurmser (1890-1993) a aussi utilisé le terme,. Il a été repris une fois par Frithiof (Fred) Wolfers (-1971) dans une note présentée à l'Académie des sciences par Aimé Cotton le 26 juillet 1926 dans son étude des bords frangés de l'ombre d'un objet opaque éclairé. Il a également été mis en avant par le chimiste Gilbert N. Lewis (1875-1946) dans une lettre à Nature publiée le 18 décembre 1926. C'est à cette époque que le terme "photon", fut largement adopté par la communauté scientifique.
En physique des particules et des hautes énergies, un photon est usuellement représenté par le symbole {\displaystyle \gamma } (lettre grecque gamma), en lien avec les rayons gamma découverts en 1900 par Paul Villard,. En 1914, Rutherford et Edward Andrade démontraient que ces rayons gamma étaient bien du rayonnement électromagnétique, comme la lumière.

### Développement de la notion de «quanta de lumière»
La description de la lumière a suivi au cours de l’histoire un curieux mouvement de balancier entre une vision corpusculaire et une vision ondulatoire. Dans la plupart des théories jusqu’au XVIIIe siècle, on considère que la lumière est constituée de particules. Bien que des modèles ondulatoires soient proposés par René Descartes (1637), Robert Hooke (1665) et Christian Huygens (1678), les modèles particulaires restent dominants, en partie en raison de l’influence d’Isaac Newton. Un changement de paradigme a lieu à partir de la mise en évidence des phénomènes d’interférences et de diffraction de la lumière par Thomas Young et Augustin Fresnel au début du XIXe siècle, et en 1850 les modèles ondulatoires deviennent la règle à la suite de l'expérience menée par Léon Foucault sur la vitesse de propagation de la lumière. La prédiction par Maxwell en 1865 du fait que la lumière soit une onde électromagnétique, suivie de la confirmation expérimentale de Hertz en 1888, semble porter un coup de grâce aux théories corpusculaires de la lumière.
La théorie ondulatoire de Maxwell ne rend cependant pas compte de toutes les propriétés de la lumière. Cette théorie prédit que l’énergie d’une onde lumineuse dépend seulement de l’amplitude de l’onde, mais pas de sa fréquence ; or de nombreuses expériences indiquent que l’énergie transférée de la lumière aux atomes dépend seulement de la fréquence et non de l’amplitude. Par exemple, certaines réactions chimiques ne sont possibles qu’en présence d’une onde lumineuse de fréquence suffisante : en dessous d’une fréquence seuil, quelle que soit l’intensité incidente, la lumière ne peut amorcer la réaction. De manière similaire, dans l’effet photoélectrique, les électrons ne sont éjectés d’une plaque de métal qu’au-dessus d’une certaine fréquence, et l’énergie des électrons émis dépend de la fréquence de l’onde, et non de son amplitude. Dans le même ordre d’idée, les résultats obtenus à la fin du XIXe et au début du XXe siècle sur le rayonnement du corps noir sont reproduits théoriquement par Max Planck en 1900 en supposant que la matière interagissant avec une onde électromagnétique de fréquence {\displaystyle \nu } ne peut recevoir ou émettre de l’énergie électromagnétique que par paquets de valeur bien déterminée égale à {\displaystyle h\nu } – ces paquets étant appelés des quanta,.
Puisque les équations de Maxwell autorisent n’importe quelle valeur de l’énergie électromagnétique, la plupart des physiciens pensaient initialement que cette quantification de l’énergie échangée était due à des contraintes encore inconnues sur la matière qui absorbe ou émet la lumière. En 1905, Einstein fut le premier à proposer que la quantification de l’énergie soit une propriété de la lumière elle-même. Bien qu’il ne remette pas en cause la validité de la théorie de Maxwell, Einstein montre que la loi de Planck et l’effet photoélectrique pourraient être expliqués si l’énergie de l’onde électromagnétique était localisée dans des quanta ponctuels qui se déplaçaient indépendamment les uns des autres, même si l’onde elle-même était étendue continuement dans l’espace. Dans son article, Einstein prédit que l’énergie des électrons émis lors de l’effet photoélectrique dépend linéairement de la fréquence de l’onde. Cette prédiction forte sera confirmée expérimentalement par Robert Andrews Millikan en 1916, ce qui lui vaudra – parallèlement à ses expériences sur les gouttes chargées – le prix Nobel de 1923. L’impulsion du photon a été mise en évidence expérimentalement par Arthur Compton, ce qui lui valut le prix Nobel de 1927.

### Objections à l’hypothèse des quanta de lumière
Pendant tout le début du XXe siècle cependant, la notion de photon reste discutée, principalement en raison de l’absence d’un formalisme permettant de combiner les phénomènes ondulatoires avec les phénomènes corpusculaires nouvellement découverts. Ainsi en 1913, dans une lettre de recommandation en faveur de l’admission d’Einstein à l’académie des sciences de Prusse, Planck écrit :

« Il ne faut pas trop lui tenir rigueur de ce que, dans ses spéculations, il ait occasionnellement pu dépasser sa cible, comme avec son hypothèse des quanta de lumière. »

De nombreux effets mettant en évidence la nature quantifiée de la lumière peuvent en fait être également expliqués par une théorie semi-classique, dans laquelle la matière est quantifiée mais la lumière est considérée comme un champ électromagnétique classique. Parmi les phénomènes ainsi explicables, on peut par exemple citer l’existence d’un seuil dans l’effet photoélectrique, la relation entre l’énergie de l’électron émis et la fréquence de l’onde, le regroupement des photoélectrons dans un interféromètre Hanbury Brown et Twiss, ainsi que la statistique poissonienne des comptes. Contrairement à une idée répandue, l’effet photoélectrique n’est donc pas la preuve absolue de l’existence du photon (bien que certaines expériences sur l’effet photoélectrique ne puissent cependant pas être expliquées par une théorie semi-classique).
L’expérience de Compton donne une existence plus tangible au photon, puisque ce dernier montre que la diffusion des électrons par les rayons X s’explique bien en attribuant au photon le moment cinétique prédit par Einstein. Cette expérience marque une étape décisive, après laquelle l’hypothèse des quanta de lumière emporte l’adhésion de la majorité des physiciens. Dans une dernière tentative de sauver la variation continue de l’énergie électromagnétique et de la rendre compatible avec les expériences, Bohr, Kramers et Slater développent un modèle basé sur deux hypothèses drastiques :
- L’énergie et l’impulsion ne sont conservées qu’en moyenne, mais pas lors des processus élémentaires tels que l’absorption et l’émission de lumière. Cela permet de réconcilier le changement discontinu de l’énergie de l’atome avec les variations continues de l’énergie de la lumière ;
- La causalité est abandonnée. Par exemple, l’émission spontanée est simplement une émission induite par un champ électromagnétique « virtuel ».

Cependant, des expériences de diffusion Compton plus précises montrent que l’énergie et l’impulsion sont conservées extraordinairement bien lors des processus élémentaires, et également que le recul de l’électron et la génération d’un nouveau photon lors de la diffusion Compton obéissent à la causalité à moins de 10ps près. En conséquence, Bohr et ses collaborateurs donnent à leur modèle « des funérailles aussi honorables que possible ». Sur le front théorique, l’électrodynamique quantique inventée par P.A.M. Dirac parvient à donner une théorie complète du rayonnement – et des électrons – expliquant la dualité onde-corpuscule. Depuis cette époque, et notamment grâce à l’invention du laser, les expériences confirment de manière de plus en plus directe l’existence du photon et l’échec des théories semi classiques. Il est notamment devenu possible de mesurer la présence d’un photon sans l’absorber, démontrant ainsi de manière directe la quantification du champ électromagnétique,, de sorte que la prédiction d’Einstein est considérée comme prouvée.
Dans un article datant de 1994, Willis Eugene Lamb affirme que le photon en tant que particule élémentaire n'existe pas, mais il ne remet pas en cause le photon comme quanta d'énergie. Le photon ne serait qu'une excitation élémentaire du champ électromagnétique quantique, sans pour autant pouvoir conclure que le photon soit une particule. Il ne faudrait plus l'imaginer comme une petite boule qui déplace et transmet l'énergie sous forme de particule.

### Prix Nobel en lien avec la notion de photon
Prix Nobel attribués en lien avec la notion de photon :
- 1918 : Max Planck « en reconnaissance des services rendus pour l’avancement de la physique dans la découverte des quantas d’énergie »[42]
- 1921 : Albert Einstein « pour les services rendus à la physique théorique, spécialement pour la découverte de la loi de l’effet photoélectrique »[43]
- 1923 : Robert Andrews Millikan « pour son travail sur les charges électriques élémentaires et sur l’effet photoélectrique »[44]
- 1927 : Arthur Compton « pour la découverte de l'effet portant son nom »[45] (partagé avec Charles Thomson Rees Wilson)
- 1965 : Sin-Itiro Tomonaga, Julian Schwinger et Richard Feynman « pour leur travail fondamental sur l'électrodynamique quantique, avec de profondes conséquences sur la physique des particules élémentaires »[46]
- 2005 : Roy J. Glauber « pour sa contribution à la théorie quantique de la cohérence optique »[47] (partagé avec John Lewis Hall et Theodor W. Hänsch)
- 2012 : Serge Haroche « pour des méthodes permettant la mesure et la manipulation de systèmes quantiques individuels »[48] (partagé avec David Wineland)
- 2022 : Alain Aspect pour ses recherches sur l'intrication quantique (partagé avec Anton Zeilinger et John Clauser)

## Propriétés physiques

Un diagramme de Feynman de l’échange d’un photon virtuel (symbolisé par la ligne ondulée et le gamma,) entre un positron et un électron.

### Charge
Le photon n’a pas de charge électrique, plus précisément les expériences sont compatibles avec une charge électrique inférieure à 1 × 10−35 e (anciennes estimations maximales : 5 × 10−30 e). Un photon a deux états de polarisation possibles et est décrit par trois paramètres continus : les composantes de son vecteur d’onde, qui déterminent sa longueur d’onde λ et sa direction de propagation. Les photons sont émis à partir de plusieurs processus, par exemple lorsqu’une charge est accélérée, quand un atome ou un noyau saute d’un niveau d’énergie élevé à un niveau plus faible, ou quand une particule et son antiparticule s’annihilent. Des photons sont absorbés par le processus inverse, par exemple dans la production d’une particule et de son antiparticule ou dans les transitions atomiques et nucléaires vers des niveaux d’énergie élevés.

### Masse et quantité de mouvement
Un flux de photon est capable de modifier la vitesse d'objets matériels (accélération de particules, atomes, molécules,...). La conservation de la quantité de mouvement implique alors qu'un photon possède une impulsion non nulle.
Le photon est cependant sans masse. Les expériences sont compatibles avec une masse inférieure à 10−54 kg, soit 5 × 10−19 eV/c2 (des estimations antérieures plaçaient la limite supérieure à 6 × 10−17 eV/c2, et 1 × 10−18 eV/c2) ; on admet généralement que le photon a une masse nulle.
La définition classique de la quantité de mouvement (produit de la masse par la vitesse) peut sembler amener ainsi à une contradiction. L'explication est que, dans le cadre relativiste, ce qui est conservé n'est plus à proprement parler séparément l'énergie et la quantité de mouvement, mais un objet plus abstrait les combinant, le quadri-moment. En relativité restreinte, on démontre ainsi que la relation entre l'énergie {\displaystyle E}, l'impulsion {\displaystyle p} et la masse {\displaystyle m} d'une particule s'écrit : {\displaystyle E^{2}=c^{2}p^{2}+m^{2}c^{4}} (où c est la vitesse de la lumière dans le vide). Ainsi pour un photon de masse nulle (et donc de vitesse {\displaystyle c} dans tous les référentiels), on a la relation simple : E = c•p (d'ailleurs valide pour toute particule sans masse) ; l'impulsion p ainsi définie (et valant {\displaystyle p=E/c=h\nu /c}, où {\displaystyle h} est la constante de Planck et {\displaystyle \nu } la fréquence du rayonnement électromagnétique) se comporte comme la quantité de mouvement classique, par exemple dans le calcul de la pression de rayonnement. On trouvera une analyse plus détaillée de ce calcul (et de ses conséquences sur la variation de la longueur d'onde du photon lors d'une collision inélastique) à l'article diffusion Compton.

### Spin
Le photon possède également un spin qui est indépendant de sa fréquence, et qui est égal à 1, ce qui autorise a priori trois valeurs pour sa projection : -1, 0 et 1. La valeur 0 est cependant interdite par la théorie quantique des champs, du fait de la masse nulle du photon. L’amplitude du spin est {\displaystyle {\sqrt {2}}\hbar } et la composante mesurée dans la direction de propagation, appelée hélicité, doit être {\displaystyle \pm \hbar }. Les deux hélicités possibles correspondent aux deux états possibles de polarisation circulaire du photon (horaire et anti-horaire). Comme en électromagnétisme classique, une polarisation linéaire correspond à une superposition de deux états d’hélicité opposée.

### Autres propriétés
- Le photon est théoriquement stable, avec une limite inférieure de sa durée de vie, déterminée à partir de la limite supérieure de sa masse, de 1018 ans[1].
- La lumière monochromatique de fréquence {\displaystyle \nu } est constituée de photons d’énergie E dépendant uniquement de {\displaystyle \nu } :

{\displaystyle E=\hbar \omega =h\nu ={\frac {hc}{\lambda }}},
et de quantité de mouvement (ou impulsion) p :
{\displaystyle \mathbf {p} =\hbar \mathbf {k} },
où {\displaystyle \hbar =h/2\pi } (constante de Dirac ou constante de Planck réduite), {\displaystyle \mathbf {k} } est le vecteur d’onde du photon, d’amplitude {\displaystyle k=2\pi /\lambda } et dirigé selon la direction de propagation du photon, et {\displaystyle \omega =2\pi \nu } est sa fréquence angulaire. Comme pour les autres particules, un photon peut se trouver dans un état dont l’énergie n’est pas bien définie, comme dans le cas d’un paquet d’onde. Dans ce cas, l’état du photon est décomposable en une superposition d’ondes monochromatiques de longueurs d’onde voisines (via une transformation de Fourier).
- Les formules classiques de l’énergie et de la quantité de mouvement des radiations électromagnétiques peuvent être ré-exprimées en termes d’événements reliés aux photons. Par exemple, la pression des radiations électromagnétiques sur un objet provient du transfert de quantité de mouvement des photons par unité de temps et de surface de cet objet.
- Lorsqu’ils se déplacent dans la matière, les photons interagissent avec les charges électriques présentes dans le milieu pour donner lieu à de nouvelles quasiparticules ; ainsi, dans un diélectrique, une onde de polarisation coexiste avec l'onde électromagnétique pour donner une onde couplée dont la relation de dispersion est différente ; lorsque cette onde est quantifiée, on obtient des particules qui ne sont pas des photons, mais des polaritons, issus du couplage entre les photons et le champ de polarisation quantifié de la matière. Les polaritons se déplacent moins vite que les photons dans le vide ; schématiquement, on peut dire que le photon se déplace toujours à la même vitesse mais qu'il est absorbé et réémis, un peu plus tard, par les atomes de la matière, ce qui donne l’impression – macroscopiquement – que la lumière ralentit[réf. souhaitée].
- La thermodynamique permet de caractériser un système constitué de photons, une collection de bosons dont on sait donner les propriétés. C'est le gaz de photons.

### Caractérisation et unités
Le photon peut être caractérisé par :
- sa fréquence  {\displaystyle \nu },
- sa longueur d'onde  {\displaystyle \lambda ={\frac {c}{\nu }}},
- sa pulsation  {\displaystyle \omega =2\pi \nu },
- son nombre d'onde spectroscopique  {\displaystyle k=\lambda ^{-1}}  souvent exprimé en cm-1,
- ou son énergie  {\displaystyle h\nu }  souvent exprimée en électron-volts.

On rencontre également l'énergie réduite par  {\displaystyle hc}  et exprimée en cm-1, par  {\displaystyle k_{B}}  et exprimée en K ou adimensionnée par  {\displaystyle m_{e}c^{2}}.

## Modèles

### Bille de lumière
La première image que l’on a du photon est la « bille de lumière », la lumière serait composée de grains qui voyageraient à 299 792 458 m/s (Vitesse de la lumière).
Dans ce modèle, un flux d’énergie lumineuse donné est décomposé en billes dont l’énergie dépend de la longueur d’onde λ et vaut h.c/λ. Ainsi, pour une lumière monochromatique (c’est-à-dire dont le spectre se résume à une seule longueur d’onde), le flux d’énergie est composé en beaucoup de billes « molles » si la longueur d’onde est grande (du côté du rouge), ou de peu de billes « dures » si la longueur d’onde est petite (du côté du bleu) — les qualificatifs « molles » et « dures » sont relatifs à la quantité d’énergie électromagnétique qu’elles comportent.
Si la lumière est composée de plusieurs longueurs d’onde, alors le flux d’énergie se compose de billes de « duretés » diverses.
Cette vision, simpliste selon les normes actuelles, ne permet pas d’expliquer correctement toutes les propriétés de la lumière.

### Dualité onde-particule

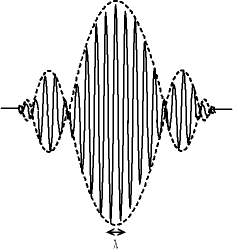
Exemple de paquet d’onde, représentant une onde monochromatique de longueur d’onde λ inscrite dans une enveloppe de largeur finie.

Le photon est un concept pour expliquer les interactions entre les rayonnements électromagnétiques et la matière. Comme pour les autres particules élémentaires, il a une dualité onde-particule. On ne peut parler de photon en tant que particule qu’au moment de l’interaction. En dehors de toute interaction, on ne sait pas — et on ne peut pas savoir — quelle « forme » a ce rayonnement. On peut se représenter intuitivement le photon dans le cadre de cette dualité comme une concentration ponctuelle qui ne se formerait qu’au moment de l’interaction, puis s’étalerait, et se reformerait au moment d’une autre interaction. On ne peut donc pas parler de « localisation » ni de « trajectoire » du photon, pas plus qu'on ne peut parler de « localisation » ni de « trajectoire » d'une onde.
On ne peut en fait voir le photon que comme une particule quantique, c’est-à-dire un objet mathématique défini par sa fonction d’onde qui donne la probabilité de présence. Elle présentera généralement la forme d'un paquet d'onde. Cette fonction d'onde et l’onde électromagnétique classique entretiennent des rapports étroits mais ne se confondent pas.
Ainsi, l’onde électromagnétique, c’est-à-dire la valeur du champ électrique et du champ magnétique en fonction de l’endroit et du moment ({\displaystyle {\vec {E}}({\vec {x}},t)} et {\displaystyle {\vec {B}}({\vec {x}},t)}), a donc deux significations :
- macroscopique : lorsque le flux d’énergie est suffisamment important, ce sont les champs électrique et magnétique mesurés par un appareil macroscopique (par exemple antenne réceptrice, un électroscope ou une sonde de Hall) ;Onde électromagnétique : oscillation couplée du champ électrique et du champ magnétique, modèle du dipôle vibrant. Le vecteur {\displaystyle {\vec {v}}} indique la direction de propagation de l'onde.

Onde électromagnétique : oscillation couplée du champ électrique et du champ magnétique, modèle du dipôle vibrant. Le vecteur indique la direction de propagation de l'onde.

- microscopique : elle représente la probabilité de présence des photons, c’est-à-dire la probabilité qu’en un endroit donné il y ait une interaction quantifiée (c’est-à-dire d’une énergie hν déterminée).